# Het huilen van Urgje
Tom Poes en het huilen van Urgje of kortweg Het huilen van Urgje is het 99ste verhaal uit de Bommelsaga, geschreven en getekend door Marten Toonder. Het verhaal verscheen voor het eerst op 29 mei 1962 en liep tot 20 augustus van dat jaar. Thema zijn de problemen van het vaderloze gezin.

## Het verhaal
Heer Bommel en Tom Poes gaan kamperen in het gebied achter het Donkere Bomen Bos. Daar strekt zich een wijd heuvelland uit, dat nog niet ontdekt is door de toeristenindustrie. Juist daar heeft heer Bommel besloten om te gaan kamperen en hij heeft mede voor het verrichten van enige werkzaamheden Tom Poes meegenomen. Samen rijdend in de Oude Schicht stuiten ze aldaar op de bekende Rommeldamse professor Prlwytzkofsky. Hij waarschuwt voor een onhoorbare geluidstrilling. 
Ze komen drie kleine mannen tegen, die er alles aan doen om te voorkomen dat hun kleine broertje gaat huilen. Dat blijkt een reuzenkind te zijn, dus als die huilt lijkt het wel een aardbeving. Hij gedraagt zich als een klein kind en wordt door moeder verwend. Vader is al 300 jaar afwezig, dus heer Bommel ziet zijn taak voor zich. Maar dat valt niet mee. Door een implosie wordt Urgje uiteindelijk kleiner, en daarmee volwassen, zodat hij niet meer zal huilen.

## Hoorspel
- Het huilen van Urgje in het Bommelhoorspel